# Leptodontiopsis macrocarpa
Leptodontiopsis macrocarpa är en bladmossart som beskrevs av Hugh Neville Dixon 1938. Leptodontiopsis macrocarpa ingår i släktet Leptodontiopsis och familjen Orthotrichaceae. Inga underarter finns listade i Catalogue of Life.